# Serromyia nudipennis
Serromyia nudipennis är en tvåvingeart som beskrevs av Jean-Jacques Kieffer 1913. Serromyia nudipennis ingår i släktet Serromyia och familjen svidknott. Inga underarter finns listade i Catalogue of Life.